# Hitoshi Saito
Hitoshi Saito (Aomori, 2 januari 1961 – Osaka, 20 januari 2015) was een Japans judoka.
Saito was in 1984 en 1988 olympisch kampioen zwaargewicht en in 1983 wereldkampioen. Na zijn judocarrière werd hij bondscoach van Japanse judoka's. vervolgens was hij hoofd van het technisch comité van de Japanse judobond. Hij overleed in 2015 op 54-jarige leeftijd aan de gevolgen van kanker.

## Erelijst

### Olympische Spelen
- – 1984 Los Angeles, Verenigde Staten (+ 95 kg)
- – 1988 Seoul, Zuid-Korea (+ 95 kg)

### Wereldkampioenschappen
- – 1983 Moskou, Sovjet-Unie (Open klasse)
- – 1985 Seoul, Zuid-Korea (+ 95 kg)

### Aziatische Spelen
- – 1986 Seoul, Zuid-Korea (+ 95 kg)

### Aziatische kampioenschappen
- – 1986 Koeweit-Stad, Koeweit (+ 95 kg)

- CiNii: DA10772225
- International Standard Name Identifier: 0000 0003 7699 4649
- Library of Congress Control Number: nr95004560
- Bibliotheek van het Japanse parlement: 00344944
- Virtual International Authority File: 254130077

1964: Isao Inokuma ·
1972: Wim Ruska ·
1976: Serhei Novikov ·
1980: Angelo Parisi ·
1984: Hitoshi Saito ·
1988: Hitoshi Saito ·
1992: Davit Chachaleisjvili ·
1996: David Douillet ·
2000: David Douillet ·
2004: Keiji Suzuki ·
2008: Satoshi Ishii · 
2012: Teddy Riner · 
2016: Teddy Riner · 
2020: Lukáš Krpálek · 
2024: Teddy Riner